# Pokeware
Pokeware est un ensemble de protocoles informatiques, un programme client-serveur développé par Relevad Media Corp, et un marché de la publicité digitale qui opère en tant que «Pokeware». Pokeware permet aux utilisateurs de rechercher de l’information sur les objets qui apparaissent dans le contenu d’une vidéo et d’obtenir ainsi des résultats en temps réel.
Pokeware a été lancé récemment par David Falk, le fondateur et PDG de Fame et Maryse Thomas, PDG et fondatrice de Pokeware,. Selon l'information disponible sur le site internet de la société, Pokeware est géré par Relevad Media Corp., entité créée par David Falk et Maryse Thomas.

## Caractéristiques
L'interface de Pokeware permet à son utilisateur de sélectionner des objets qui apparaissent dans une séquence vidéo consultée en ligne et d'obtenir ainsi des informations détaillées sur ces objets. L'interface offre également la possibilité de mesurer et d'analyser en temps réel l'impact du message publicitaire délivré à l'utilisateur sans contrevenir évidemment aux lois régissant le respect de la vie privée.

## Associés
- Flingo offre à ses utilisateurs la possibilité d'utiliser un téléviseur connecté à internet pour   accéder et lire à distance des fichiers média conservés sur d'autres appareils ou serveurs[5].
- GuestLogix Inc. propose aux compagnies aériennes commerciales un système d'optimisation des ventes aux passagers à bord des avions. Guestlogix Inc. produit, développe et livre des analyses détaillées et complètes par point de vente ainsi que des logiciels d'aide à la décision pour l'augmentation des revenus secondaires c'est-à-dire complémentaire des produits liés à la vente des billets[6].
- Playin' TV est une chaine de télévision nord-américaine, européenne et latino-américaine interactive, propriété de Visiware Amérique.